# Where Are You?
Where Are You? (kor. 어디니? 뭐하니? Eodini? Mwohani?; inny tytuł – Unplugged 2014) – czwarty singel CD południowokoreańskiej grupy B.A.P, wydany 3 czerwca 2014 roku. Na płycie znalazły się trzy utwory, głównym utworem jest „Where Are You?” (kor. 어디니? 뭐하니?). Sprzedał się w nakładzie 29 986 egzemplarzy w Korei Południowej (stan na czerwiec 2014 r.).

## Lista utworów
| Nr | Tytuł                                                            | Czas |
| -- | ---------------------------------------------------------------- | ---- |
| 1. | "Where Are You?" (kor. 어디니? 뭐하니? Eodini? Mwohani?)         | 3:16 |
| 2. | "Definitely Today" (kor. 오늘은 꼭 Oneuleun kkok)                | 3:40 |
| 3. | "Where Are You?" (kor. 어디니? 뭐하니? Eodini? Mwohani?) (Inst.) | 3:16 |

## Notowania
| Lista                    | Pozycja |
| ------------------------ | ------- |
| Gaon Weekly Album Chart  | 2       |
| Gaon Monthly Album Chart | 5       |
| Gaon Yearly Album Chart  | 68      |
| Five Music (Tajwan)      | 3       |